# یرماک

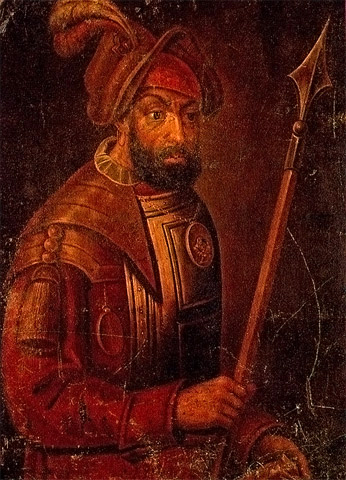
یرماک تیموفیویچ.

یرماک تیموفِیِویچ (روسی: Ерма́к Тимофе́евич زاده بین سال‌های ۱۵۳۲ و ۱۵۴۲ – درگذشت: ۵ یا ۶ اوت ۱۵۸۵) یک سرکرده معروف قزاق‌های روسی در زمان روسیه تزاری بود که در زمان سلطنت ایوان مخوف، فتح سیبری توسط روسیه را آغاز کرد. او امروزه از قهرمانان در فرهنگ و افسانه‌های روسی است.
منافع تجارت خز توسط روس‌ها به تمایل آنها برای گسترش به سوی شرق یعنی به سیبری دامن زد. راه این گسترش نیز از خانات قازان می‌گذشت. در سال ۱۵۵۲، ارتش نوین‌سازی‌شده ایوان مخوف خانات قازان را فتح کرد.
پس از تسخیر قازان، تزار به دنبال خانواده قدرتمند و متمول بازرگان استروگانوف بود تا پیشگام گسترش به شرق شود. در اواخر دهه ۱۵۷۰، استروگانوف‌ها جنگجویان قزاق را برای حمله به آسیا از طرف تزار به خدمت گرفت. این قزاق‌ها یرماک را به عنوان رهبر نیروهای مسلح خود انتخاب کردند و در سال ۱۵۸۲ یرماک با یک سپاه ۸۴۰ نفری برای حمله به خانات سیبیر به راه افتاد. در ۲۶ اکتبر ۱۵۸۲، یرماک و سربازانش در نبردی که «فتح سیبری» نام گرفت، حکومت تاتاری کوچوم خان را در قاشلیق سرنگون کردند. یرماک در سیبری ماند و مبارزه خود را علیه تاتارها ادامه داد تا اینکه در سال ۱۵۸۴، کوچوم خان با یک کمین سازماندهی‌شده او و افرادش را کشت.
مشخصات زندگی یرماک، از جمله شکل ظاهری، پیشینه و تاریخ وقایع مربوط به او، همچنان مورد بحث و اختلاف نظر مورخان است زیرا متونی که زندگی وی را مستند می‌کنند قابل اعتماد نیستند. با این حال، زندگی و فتوحات او تأثیر عمیقی در مناسبات منطقه سیبری داشت و باعث ایجاد علاقه در روسیه به این منطقه شد و امپراتوری تزارهای روسیه را به عنوان یک قدرت تهاجمی در شرق اورال تثبیت کرد.

## جریان فتوحات
اول سپتامبر سال ۱۵۸۱، یرماک به سمت شرق به سیبری عزیمت کرد تا علیه خانات سیبیر تحت فرماندهی کوچوم‌خان لشکرکشی کند. بهار بعدی یرماک در امتداد رودهای تورا و توبول حرکت کرد. مردان کوچوم به کمین آن‌ها نشستند، اما بیشتر افراد یرماک موفق به فرار شدند. آنها از شاخه‌ها عروسک درست کردند و آنها را در قایق‌های خود به رودخانه انداختند، پس از آن هم از پشت به تاتارها حمله کردند و شکستی کامل بر آن‌ها وارد آوردند.
نبرد سرنوشت‌ساز در ماه اکتبر آغاز شد. قزاق‌های روس قلعه‌ای را از تاتارها گرفتند، جایی که توبول به ایرتیش می‌ریزد، و چند روز بعد آن‌ها به پایتخت کوچوم، قاشلیق، و در آنجا به خوراک رسیدند.
یرماک، ایوان کولتسو را با اخبار و مقدار زیادی غنیمت جنگی نزد تزار ایوان مخوف فرستاد. ایوان یرماک و کلتسو را به‌طور کامل عفو و تجلیل کرد و برای یرماک جوشنی با تزئینات کامل فرستاد. یرماک قلمرو خود را تقریباً تا رود اوب گسترش داد. 
کسانی که از به رسمیت شناختن فرمانروایی او خودداری می‌کردند، به طرز فجیعی اعدام می‌شدند. نیروهای کمکی در اواخر سال ۱۵۸۴ وارد صحنه شدند، اما در آن زمستان مواد غذایی کم بود و افراد کوچوم در یک ضد حمله شماری از قزاق‌های روس را کشتند. خود یرماک در اوت ۱۵۸۵ با شبیخون مواجه و کشته شد. 
فقط ۹۰ نفر از نیروی ۱۳۴۰ نفری یرماک باقی ماند و این افراد از طریق کوه‌های اورال عقب‌نشینی کردند. اما در همان زمان سربازان تزار در خلاف جهت حرکت می‌کردند. این سربازان قاشلیق را بازپس گرفته و نابود کردند. بنیادگذاری دژهای تیومن (۱۵۸۶) و توبولسک (۱۵۸۷) موقعیت روسیه را در سیبری تقویت کرد. فتح سیبری آغاز شده بود. با این حال، کوچوم فرار کرده بود و سال‌ها علیه روس‌ها جنگ چریکی انجام می‌داد تا این‌که در سال ۱۵۹۸ کشته شد.